# Dava Sobel
Dava Sobel (New York, 15 giugno 1947) è una divulgatrice scientifica statunitense.

## Biografia
Si è diplomata presso la Bronx High School of Science, una scuola pubblica di New York, e laureata presso l'Università di Binghamton.
Nel suo saggio Longitudine racconta la storia di John Harrison, descrivendo la sua scoperta di un metodo sicuro per il calcolo della longitudine, e delle traversie incontrate per decenni cercando di convincere l'Ammiragliato britannico dell'accuratezza dei suoi orologi navali e del suo risultato pratico. Il libro vinse il premio British Book of the Year Award nel 1997. Dal testo fu tratto uno sceneggiato televisivo diretto da Charles Sturridge, prodotto da Granada Productions, trasmesso negli USA da A&E Network. 
Nel saggio Pianeti spiega origini e destino degli otto pianeti che fanno parte del sistema solare, compresi i simbolismi presenti nella mitologia e nell'astrologia.
Nel 2006 tenne un seminario sulla "scrittura sulla scienza" all'Università di Chicago.

## Opere
- Longitudine. La vera storia della scoperta avventurosa che ha cambiato l'arte della navigazione (Longitude: The True Story of a Lone Genius Who Solved the Greatest Scientific Problem of His Time, 1995), traduzione di G. Lonza, Collana Saggi stranieri, Milano, Rizzoli, 1996, ISBN 978-88-17-84475-8.
- La figlia di Galileo. Una storia di scienza, fede e amore (Galileo's Daughter: A Historical Memoir of Science, Faith, and Love), Collana Saggi stranieri, Milano, Rizzoli, 1999, ISBN 978-88-17-86216-5.
- (curatela) (EN) The Best American Science Writing, 2004.
- Pianeti (The Planets), traduzione di C. Capararo, Collana Saggi stranieri, Milano, Rizzoli, 2005, ISBN 978-88-17-00784-9.
- Il segreto di Copernico. La storia del libro proibito che cambiò l'universo (A More Perfect Heaven: How Copernicus Revolutionised the Cosmos, 2011), traduzione di S. Galli, Collana Saggi stranieri, Milano, Rizzoli, 2012, ISBN 978-88-17-05512-3.
- Le stelle dimenticate (The Glass Universe: How The Ladies of the Harvard Observatory Took the Measure of the Stars, 2016), Collana Saggi stranieri, Milano, Rizzoli, 2017, ISBN 978-88-17-09372-9.